# Yo Yogui!
Yo Yogui ! es una serie animada y la sexta encarnación del Oso Yogui de Hanna-Barbera. También es la última serie de la televisión protagonizada por el Oso Yogui y otros personajes como Huckleberry Hound, Melquíades, Tiro Loco McGraw, Canuto y Canito, Maguila Gorila, Pepe Potamo, Don Gato, Inspector Ardilla, Pulpo Manotas, El Lagarto Juancho, Pierre Nodoyuna y Patán, etc.

## Argumento
Yo Yogui! se produjo entre 1991 y 1992. Los personajes eran típicos del diseño que se muestra en la adolescencia. Yogui, su asistente Bubu, su novia Cindy, Huckleberry Hound y Melquíades unen fuerza para combatir a los villanos Pierre Nodoyuna y Patán de (Los Autos Locos).

## Lista de Episodios
1. Hats Off to Yogi
2. Mellow Fellow
3. The Big Snoop
4. Huck's Doggone Day
5. Grindhog Day
6. Fashion Smashin!
7. To Tell the Truth for Sooth
8. Of Meeces and Men
9. Yippee Yo-Yogo
10. Barely Working
11. It's All Relative
12. Yo-Yogi
13. Jellystone Jam
14. Mall Alone
15. Tricky Dickie's Dirty Trickies
16. Super Duper Snag
17. Polly Wants a Safe Cracker
18. Mall or Nothing
19. There's No Business Like Snow Business

## Voces
- Charlie Adler
- Lewis Arquette - Bombastic Bobby
- Charlie Brill
- Greg Berg - Huckleberry Hound, Moe Wendell, Joe Wendell
- Greg Burson - Oso Yogui, Tiro Loco McGraw, Melquiades, Oficial Smith, El Lagarto Juancho, Tio Caso
- Bernard Erhard - La Peste
- Pat Fraley
- Pat Harrington, Jr.
- Matt Hurwitz - Lobo Hokey
- Nancy Linari
- Arte Johnson - Lou, Maxford "Maxie" Cat (el hermano menor de Don Gato)
- Arnold Stang - Don Gato (el hermano mayor de Maxford "Maxie" Cat)
- Danny Mann
- Gail Matthius - Roxie
- Mitzi McCall - Talula LaTrane
- Allan Melvin - Maguila Gorila
- Don Messick - Oso Bubu, Patán, La Hormiga Atómica, Guardia Smith
- Howard Morris - Murray
- Roger Nolan
- Rob Paulsen - Chuck Toupée, Pierre Nodoyuna, Leoncio el león y Tristón, Super Fisgón y Despistado, Wee Willie Gorilla
- Henry Polic II - Pepe Trueno
- Neil Ross - Morocco Mole
- Ronnie Schell - Calvin Klunk
- Hal Smith - Blabber Mouse
- Kath Soucie - Cindy Bear, Inspector Ardilla, Granny Sweet
- John Stephenson - Canuto, Mr. Jinks
- Sally Struthers
- B.J. Ward
- Lennie Weinrib - Max el topo
- Frank Welker - Pepe Potamo
- Patric Zimmerman - Canito, Dixie

### Doblaje Latinoamericano
1. Mario Castañeda - Oso Yogui, Insertos
2. Yamil Atala - Oso Bubu, Oficial Smith, Despistado, Sr. Jinks, Pixie
3. Jesús Barrero - Huckleberry Hound, Pierre Nodoyuna, Canito, Super Fisgón, Tiro Loco McGraw
4. Herman López - León Melquiades
5. Rommy Mendoza - Osa Cindy
6. Roberto Reséndiz - Canuto
7. Carlos Iñigo - Guardia Smith

## Home Media Releases
Todavía no hay planes actuales para la serie completa en DVD, sugerido por Warner Home Video.